# Wilder (Kentucky)
Wilder – miasto w Stanach Zjednoczonych, w stanie Kentucky, w hrabstwie Campbell.